# Starrcade 1995
Starrcade '95: World Cup of Wrestling si tenne il 27 dicembre 1995 nel Nashville Municipal Auditorium di Nashville (Tennessee).
L'evento venne prodotto dalla World Championship Wrestling (WCW), ed incluse un torneo con partecipanti lottatori della WCW e della New Japan Pro-Wrestling (NJPW) denominato "World Cup of Wrestling", in cui Sting (WCW) sconfisse Kensuke Sasaki (NJPW) in finale; la WCW vinse il torneo con un punteggio di 4 a 3. Inoltre, nel corso dello show, Ric Flair sconfisse Randy Savage nel main event vincendo il WCW World Heavyweight Championship.

## Antefatto
Dagli anni sessanta agli ottanta, era tradizione per la Jim Crockett Promotions (JCP), consociata della National Wrestling Alliance (NWA), organizzare degli eventi di wrestling in occasione del Giorno del Ringraziamento e per Natale, spesso all'arena Greensboro Coliseum di Greensboro, Carolina del Nord. Nel 1983, la JCP creò lo show Starrcade per continuare la tradizione, facendovi partecipare wrestler provenienti da altre federazioni affiliate alla NWA e trasmettendo lo show sulla tv via cavo. Starrcade divenne presto l'evento più importante della JCP, nel quale giungevano a conclusione i vari feud e si mettevano in palio i titoli maggiori. Nel 1987 lo show divenne un pay-per-view a livello nazionale. La tradizione di Starrcade venne portata avanti dalla World Championship Wrestling (WCW).

## Evento
La WCW si aggiudicò la "World Cup of Wrestling", quattro punti a tre, quando Sting sconfisse Kensuke Sasaki, rappresentante della New Japan Pro-Wrestling (NJPW), nella finale del torneo.
All'evento Ric Flair sconfisse Lex Luger e Sting per conteggio fuori dal ring in un Triangle match guadagnandosi l'opportunità di sfidare quella sera stessa il WCW World Heavyweight Champion Randy Savage nel main event. Flair sconfisse Savage e vinse la cintura.
Dopo il main event, si tenne un match aggiuntivo, che venne registrato per una trasmissione futura, ma non trasmesso durante il ppv. L'incontro fu un match tra il campione WCW United States Kensuke Sasaki e The One Man Gang. Al termine del match, One Man Gang schienò Sasaki. Nonostante Sasaki si fosse alzato prima del conteggio di tre, l'arbitro Randy Eller diede la vittoria a Gang. Poco tempo dopo però, un secondo arbitro fece notare l'errore e decretò che l'incontro ripartisse. Questa volta fu Sasaki a schienare Gang. La WCW non riconobbe mai la ripartenza del match, scegliendo di ufficializzare la vittoria del titolo da parte di One Man Gang, e non la seconda parte del match dove Sasaki aveva riconquistato la cintura.

## Risultati
| N.         | Risultati | Stipulazione                                           | Durata |
| ---------- | --- | ------------------------------------------------------ | ------ |
| Dark match | Diamond Dallas Page sconfigge Dave Sullivan                                                                                      | Single match                                           | N/A    |
| Dark match | The American Males (Marcus Alexander Bagwell & Scotty Riggs) sconfiggono The Blue Bloods (Lord Steven Regal & Earl Robert Eaton) | Tag team match                                         | N/A    |
| 1          | Jushin Liger (con Sonny Onoo; NJPW) sconfigge Chris Benoit (WCW)                                                                 | Single match                                           | 10:29  |
| 2          | Koji Kanemoto (con Sonny Onoo; NJPW) sconfigge Alex Wright (WCW)                                                                 | Single match                                           | 11:44  |
| 3          | Lex Luger (con Jimmy Hart; WCW) sconfigge Masahiro Chono (con Sonny Onoo; NJPW)                                                  | Single match                                           | 06:41  |
| 4          | Johnny B. Badd (con The Diamond Doll; WCW) sconfigge Masa Saito (con Sonny Onoo; NJPW) per squalifica                            | Single match                                           | 05:52  |
| 5          | Shinjiro Otani (con Sonny Onoo; NJPW) sconfigge Eddy Guerrero (WCW)                                                              | Single match                                           | 13:43  |
| 6          | Randy Savage (WCW) sconfigge Hiroyoshi Tenzan (con Sonny Onoo; NJPW)                                                             | Single match                                           | 06:55  |
| 7          | Sting (WCW) sconfigge Kensuke Sasaki (con Sonny Onoo; NJPW) e vince la World Cup of Wrestling                                    | Single match                                           | 06:52  |
| 8          | Ric Flair sconfigge Lex Luger e Sting per conteggio fuori dal ring                                                               | Triangle match                                         | 28:03  |
| 9          | Ric Flair sconfigge Randy Savage                                                                                                 | Single match per il WCW World Heavyweight Championship | 08:41  |
| Dark match | One Man Gang sconfigge Kensuke Sasaki                                                                                            | Single match per il WCW United States Championship     | N/A    |

## Curiosità
- Nel match per il titolo WCW United States tra One Man Gang e Sasaki, quest'ultimo uscì fuori dallo schienamento, ma l'arbitro Randy Eller aveva contato fino a tre e Gang celebrò la conquista della cintura. Un attimo dopo, il finale dell'incontro fu dichiarato nullo, e il match ripartì. Sasaki schienò Gang e mantenne così il titolo. Anche se le azioni salienti del match furono successivamente mostrate a WCW Saturday Night, il prosieguo del match e la successiva vittoria di Sasaki non sono mai stati resi pubblici e mai riconosciuti ufficialmente dalla WCW.